# Guhe (socken i Kina, Shandong, lat 36,84, long 120,40)
Guhe (kinesiska: 沽河, 沽河街道) är en socken i Kina. Den ligger i provinsen Shandong, i den östra delen av landet, omkring 300 kilometer öster om provinshuvudstaden Jinan. Antalet invånare är 41117. Befolkningen består av 20 501 kvinnor och 20 616 män. Barn under 15 år utgör 13,0 %, vuxna 15-64 år 74 %, och äldre över 65 år 12,0 %.
Genomsnittlig årsnederbörd är 735 millimeter. Den regnigaste månaden är juli, med i genomsnitt 230 mm nederbörd, och den torraste är januari, med 11 mm nederbörd.